# Liste der Biografien/Gols
Liste der Biografien |
Portal Biografien |
Personensuche
# |
A |
B |
C |
D |
E |
F |
G |
H |
I |
J |
K |
L |
M |
N |
O |
P |
Q |
R |
S |
T |
U |
V |
W |
X |
Y |
Z |
?
 
Ga |
Gb |
Gc |
Gd |
Ge |
Gf |
Gh |
Gi |
Gj |
Gk |
Gl |
Gm |
Gn |
Go |
Gp |
Gq |
Gr |
Gs |
Gu |
Gv |
Gw |
Gy |
Gz
 
Goa |
Gob |
Goc |
God |
Goe |
Gof |
Gog |
Goh |
Goi |
Goj |
Gok |
Gol |
Gom |
Gon |
Goo |
Gop |
Gor |
Gos |
Got |
Gou |
Gov |
Gow |
Goy |
Goz
 
Gola |
Golb |
Golc |
Gold |
Gole |
Golf |
Golg |
Goli |
Golj |
Golk |
Goll |
Golm |
Goln |
Golo |
Golp |
Gols |
Golt |
Golu |
Golv |
Goly |
Golz
Die Liste der Biografien führt alle Personen auf, die in der deutschsprachigen Wikipedia einen Artikel haben. Dieses ist eine Teilliste mit 19 Einträgen von Personen, deren Namen mit den Buchstaben „Gols“ beginnt.

## Gols

### Golsc
- Golsch, Rosaria (1926–2003), österreichische Ordensgeistliche, Äbtissin von Marienkron
- Golschiri, Huschang (1937–2000), iranischer Schriftsteller

### Golsd
- Gölsdorf, Dieter (* 1952), deutscher Gitarrenbauer, Gitarrist und Schriftsteller
- Gölsdorf, Jule (* 1976), deutsche FernsehmoderatorinJule Gölsdorf (* 1976)

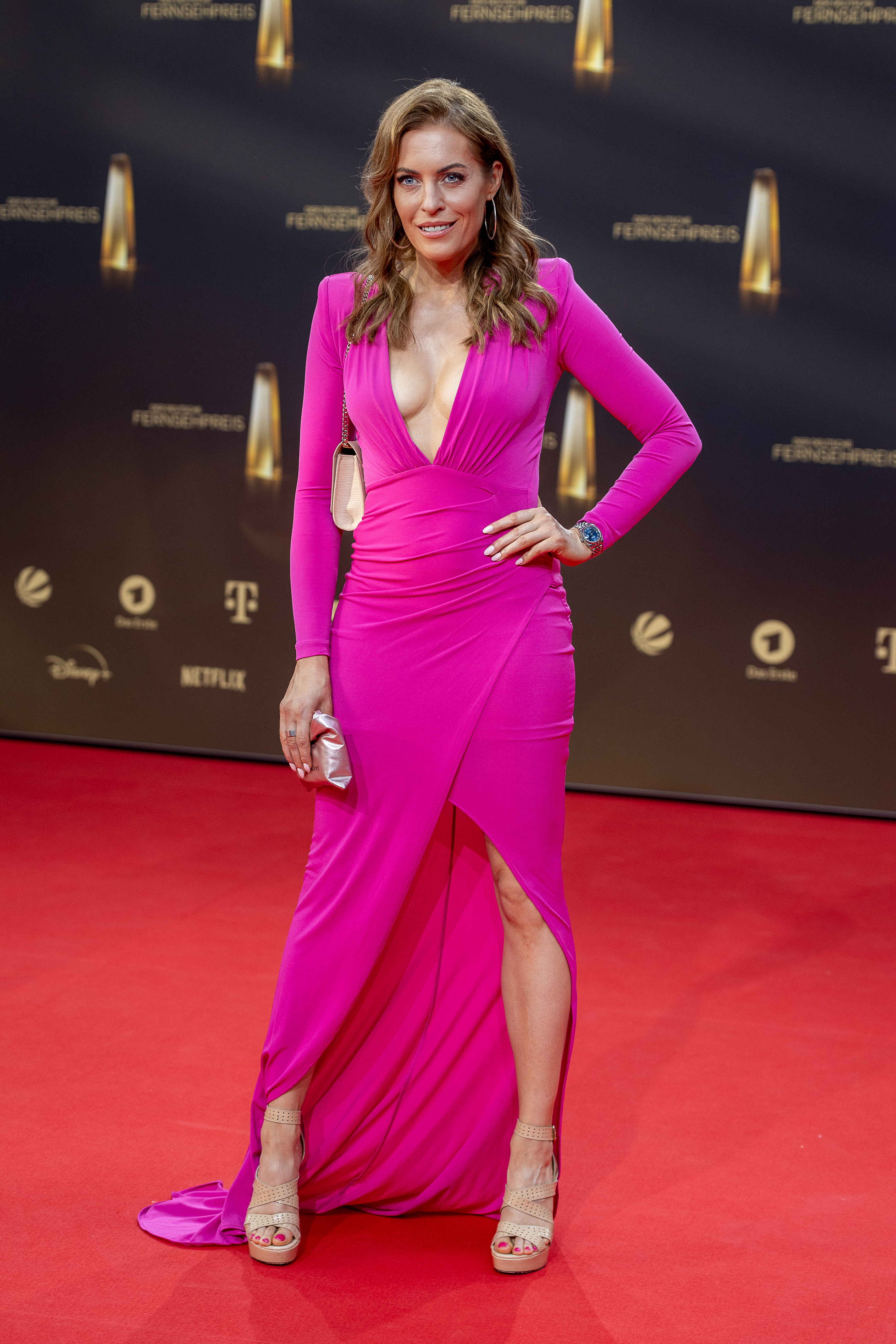
Jule Gölsdorf (* 1976)

- Gölsdorf, Karl (1861–1916), österreichischer Ingenieur und Lokomotivkonstrukteur
- Gölsdorf, Louis Adolf (1837–1911), österreichischer Ingenieur und Lokomotiv-Konstrukteur

### Golse
- Golse, François (* 1962), französischer Mathematiker
- Golsen, Alice (1889–1940), deutsche Experimentalphysikerin
- Golsen, Carl Ludwig (1807–1872), deutscher Weingutsbesitzer, Anwalt und Politiker (NLP), MdR
- Golser, Herbert (* 1960), österreichischer Bildhauer und Installationskünstler
- Golser, Karl (1943–2016), italienischer Geistlicher, Theologe, Bischof von Bozen-Brixen
- Golser, Markus (* 1973), österreichischer Pokerspieler und Unternehmer
- Golser, Max (1940–2019), österreichischer Skispringer

### Golsh
- Golshani, Mehdi (* 1939), iranischer Physiker

### Golso
- Golson, Benny (1929–2024), US-amerikanischer Jazzmusiker (Tenorsaxophonist, Komponist und Arrangeur)
- Golsong, Heribert (1927–2000), deutscher, international tätiger Jurist
- Golsorkhi, Khosrow (1944–1974), iranischer Journalist, Dichter, kommunistischer Aktivist

### Golss
- Golßenau, Johann Julius Vieth von (1713–1784), sächsischer Beamter und Zeremonienmeister in Dresden

### Golst
- Golstein, Gennadi (* 1938), russischer Jazz-Saxophonist, Komponist und Bandleader